# Baztan
Baztan és un municipi i alhora una comarca de Navarra, dins la merindad de Pamplona. Forma el municipi més extens de Navarra. La vall de Baztan està formada per la conca alta del riu Bidasoa, que rep en aquesta zona el nom de riu Baztan. Limita a l'est amb Donamaria, Bertizarana i Etxalar, al sud amb Kinto, Lantz, Anue i Ultzama, a l'est amb el Cantó de Baigorri i al nord amb Urdazubi, Zugarramurdi i el territori de Lapurdi.

## Topònim
El nom de la vall és d'origen i significat enigmàtics. Hi ha una etimologia popular molt estesa que fa derivar el nom de bat han, que significa en basc 'allà tots u', justificant aquesta denominació per la solidaritat i igualtat existent des d'antic entre els baztanencs.
No obstant això, el topònim sembla procedir del basc basti, 'argelaga espinosa', seguit del sufix que indica lloc -anul, -ana. Al Bearn hi ha altres topònims similars amb el mateix origen, com Bastanès, i potser també Bastenas a les Landes, Bastanós al Gers.
El gentilici dels habitants de la vall és baztanès i baztanesa, i és baztandar el gentilici en basc. Baztán en parlar en castellà.

## Símbols

### Bandera
La bandera de la vall de Baztán està composta per: 
| « | Una gran creu de Borgonya (...) envoltada de triangles de colors vermell, groc, verd i blanc o beix". | » |

El Departament de Conservació i Restauració de Tèxtils de l'Institut del Patrimoni Cultural (IPC), que es va fer càrrec de la restauració de la bandera de Baztan el 2007, datava la seva tipologia en certes banderes de terç o companyia de la segona meitat del segle xvii, encara que tradicionalment es diu que va ser guanyada pels baztanesos en la batalla de les Navas de Tolosa, que va tenir lloc el 1212.

### Escut
L'escut d'armes de la vall de Baztán té el següent blasó: 
| « | Un joc d'escacs en blanc i negre. | » |

Segons un paràgraf que apareix en l'obra Executòria de la noblesa, antiguitat i blasons de vall de Baztán, publicada 1665 per Juan de Goyeneche, aquestes armes comunes de la vall van ser atorgades pel rei Sancho Abasta en testimoni que el seu valor tenia per joc la guerra i que la seva lleialtat exposava les vides al tauler en defensa del seu rei. Una altra versió apunta que les armes se les va concedir Sanç VII el Fort després de l'heroic comportament dels baztanesos en la batalla de les Navas de Tolosa.
Donada la noblesa dels naturals de la vall, tots els veïns poden usar aquest blasó, raó per la qual es troba gravat a la façana de gairebé totes les cases i masos, amb variacions en els seus ornaments, que depenen dels gustos i les diferents èpoques.

## Geografia física

### Situació
Baztán està situat al nord de la Comunitat Foral de Navarra, dins de la regió geogràfica de la muntanya de Navarra. El seu terme municipal té una superfície de 376,81 km² i la seva capital està situada a 200 msnm d'altitud.
Limita al nord amb França i els municipis d'Urdax i Zugarramurdi, a l'est amb França, al sud amb els municipis d'Ultzama, Lantz, Anue, Esteribar i Erro; a l'oest amb els de Donamaria, Bertizarana, Etxalar i amb França.
| Nord-oest: França            | Nord: Urdazubi, Zugarramurdi i França | Nord-est: França |
| Oest: Etxalar i Bertizarana  | Rosa dels vents                       | Est: França      |
| Sud-oest Donamaria i Ultzama | Sud: Lantz, Anue i Esteribar          | Sud-est: Erro    |

### Relleu i hidrografia

#### Relleu
La part principal de la vall forma una depressió oberta des del port de Velate al d'Otsondo, amb forma de cubeta; té una altitud d'entre 150 i 200 msnm, i es troba envoltada per un cercle de muntanyes d'important altitud: Legate (870 msnm) i Alkurrutz (933 msnm) per l'oest, Gorramendi (1.081 msnm); pel nord-est, Autza (1.306, msnm) i Peña Alba (1.075 msnm); per l'est i sud-est, Abartan (1.099 msnm) i, més enllà, Gartzaga (1.296 msnm), i Saioa (1.459 msnm) pel sud.

#### Hidrografia
El riu principal que discorre per la vall és el riu Bidasoa, anomenat Baztanzubi des del seu naixement i fins que s'ajunta amb el riu Aranea, i riu Baztán fins a la seva arribada a Mugaire. Neix al terme d'Erratzu, exactament a Xorroxin, sota el puig d'Auza a Izpegui, en la unió dels reguerols d'Izpegui i Iztauzanzubi. En el seu recorregut per la vall, rep multitud de rierols i reguerols com Orabildea, Urrizate o Bearzu.

### Geologia
La depressió de la vall és de tipus estructural i erosiva. L'erosió l'ha aprofundida aprofitant que el sòl està format principalment per argiles corresponents al Triàsic superior, i d'ofites, intensament alterades en el període Terciari i transformades en una massa de color groguenc o marró vermellós.
Entre les muntanyes que envolten la depressió, estan Sayoa i Autza, que conserven petjades d'una glaciació corresponent al període Quaternari i al nord-oest i sud-oest d'aquesta es troben els massissos paleozoics de Cinco Villas i Quinto Real. Una petita part de la vall situada al nord pertany al corredor de Vera-Ainhoa.

### Clima
El clima de la zona és de tipus temperat-atlàntic i es caracteritza per tenir precipitacions abundants i regulars, la debilitat de les amplituds tèrmiques i l'absència d'aridesa.
La temperatura mitjana anual oscil·la entre els 10º i 15 °C; a l'any, es registren entre 1.400 i 2.200 mm de precipitacions, i es produeixen entre 160 i 190 dies plujosos i l'evapotranspiració potencial oscil·la entre 550 i 770 mm. Aquests valors varien segons la cota d'altitud.

## Nuclis de població
Baztan està formada per 15 pobles i nombrosos barris o "caseríos" dispersos. Els pobles que integren la vall amb els barris entre parèntesis són: Almandoz, Aniz, Arizkun (Aincialde, Bozate, Ordoki, Pertalas) Arraioz (Mardea), Azpilkueta (Apaioa, Arribiltoa, Urrasun i Zuaztoi) Berroeta, Ziga (Zigaurre), Elizondo (Anzamborda, Bearzun, Berro, Etxaide), Elbete (Bearzun), Erratzu (Gorostapolo, Iñarbil), Gartzain (Ainzano, Ariztegi, Echerri), Irurita, Lekaroz (Aroztegia, Uharte, Oharriz), Amaiur i Oronoz (Mugairi i Zozaia).
| Almandoz Arizkun Aniz Arraioz Azpilkueta Berroeta Ziga Elizondo Elbete Erratzu Gartzain Irurita Lekaroz Amaiur Oronoz- Mugairi |

## Història

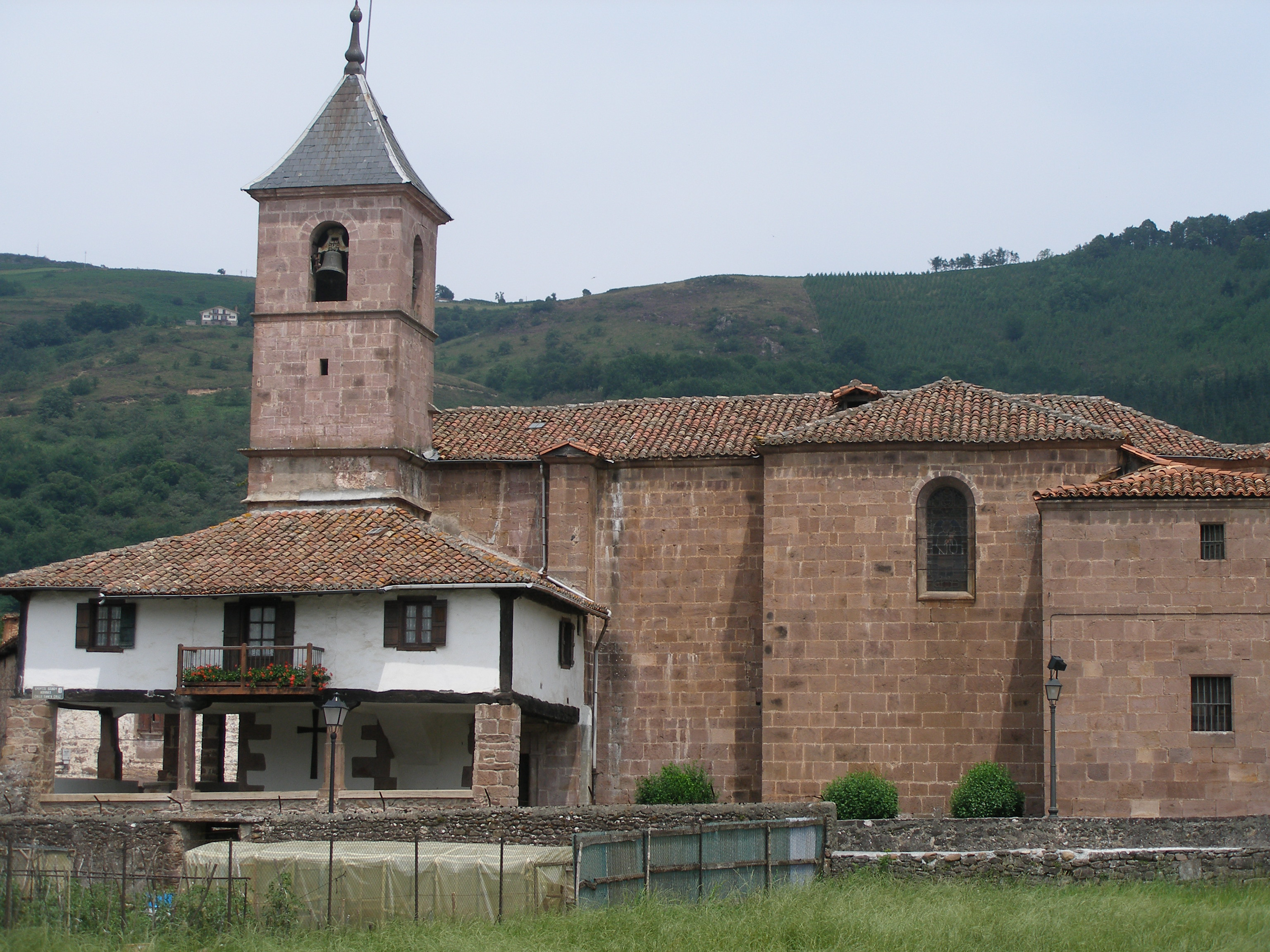
L'església porticada de Santa Cruz, amb la casa adossada al pòrtic, està situada a Elbete, situat a 58,5 quilòmetres de Pamplona, a Navarra, al costat d'Elizondo, i amb els palaus barrocs de Jarola i Azkoa

El poblament del Baztan és molt antic. D'època paleolítica són les coves d'Alkurdi i Berroberría. També existeixen en la vall dòlmens com el d'Oiza, o restes romanes com el pont d'Oharriz. En l'edat mitjana, roman dintre del Regne de Pamplona, i el rei Sanç III el Gran l'instituí com a senyoriu. Segons conta Juan de Goyeneche (1685), Sanç Abarca va concedir a la vall les seves armes: "un joc de agedrez escaqueado de blanc i negre", pel valor demostrat pels baztanesos en guerra amb el Regne de França. El 22 de maig de 1397, Carles III el Noble va declarar que els habitants de la vall "siguin mantinguts en lur condicions de fidalguía i infançonía". Per aquesta condició de gentilhomes, tots els veïns poden usar el blasó esmentat. Baztán va ser escenari de nombroses accions bèl·liques durant la Guerra de la Convenció, a fins del segle xviii, la Guerra de la Independència i les guerres carlines. La derrota del bàndol carlista en Peña Plata, després de la invasió de la vall per les tropes del general Martínez Campos, va ser-ne el final de l'última. De la Vall de Baztán, es van anar separant al llarg del segle xvii els llocs de Zugarramurdi, Urdax i Amaiur, convertits en viles. Amaiur es va reintegrar a la vall el 1969.

## Administració
| 1979-1983 |                          |                   |
| 1983-1987 |                          |                   |
| 1987-1991 |                          |                   |
| 1991-1995 |                          |                   |
| 1995-1999 |                          |                   |
| 1999-2003 |                          |                   |
| 2003-2007 | Virginia Aleman Arraztio | Eusko Alkartasuna |
| 2007-2011 | Virginia Aleman Arraztio | Nafarroa Bai      |
| 2011-     | Garbiñe Elizegi Narbarte | Bildu             |

## Persones cèlebres del municipi
- José Antonio Zaldúa (1941). Futbolista internacional que va destacar en les files del Futbol Club Barcelona.